# بانک اورشلیم
بانک اورشلیم (عبری: בנק ירושלים‎) شرکت خدمات مالی و بانکداری اسرائیلی است، که در سال ۱۹۶۳ تأسیس شد.